# Volvo Masters
Volvo Masters er en golfturnering på Europatouren. Den spilles som sidste officielle turnering på pengelisten og svarer til The Tour Championship på PGA-touren.
Bortset fra en pause mellem 1997 og 2001 er den altid blevet spillet på Valderrama. Præmiesummen i turneringen det første år var 351.690 pund, og pr. 2004 var den blevet forhøjet til 3.750.000 euro. Feltet består af de ca. 60 øverste spillerne på pengelisten på Europatouren. Turneringen afholdes en uge før The Tour Championship for at give spillere som er medlem af begge tours mulighed for at deltage.

## Vindere
- 2008: Søren Kjeldsen, Danmark
- 2007: Justin Rose, England
- 2006: Jeev Milkha Singh, India
- 2005: Paul McGinley, Ireland
- 2004: Ian Poulter, England
- 2003: Fredrik Jacobson, Sverige
- 2002: Bernhard Langer, Tyskland, og Colin Montgomerie, Skotland (valgte at dele titlen da mørket faldt på)
- 2001: Padraig Harrington, Irland
- 2000: Pierre Fulke, Sverige
- 1999: Miguel Angel Jiménez, Spania
- 1998: Darren Clarke, Nord-Irland
- 1997: Lee Westwood, England
- 1996: Mark McNulty, Zimbabwe
- 1995: Alex Cejka, Tyskland
- 1994: Bernhard Langer, Tyskland
- 1993: Colin Montgomerie, Skotland
- 1992: Sandy Lyle, Skotland
- 1991: Rodger Davis, Australia
- 1990: Mike Harwood, Australia
- 1989: Rohan Rafferty, Nord Irland
- 1988: Nick Faldo, England